# Хронічне виснаження оленів

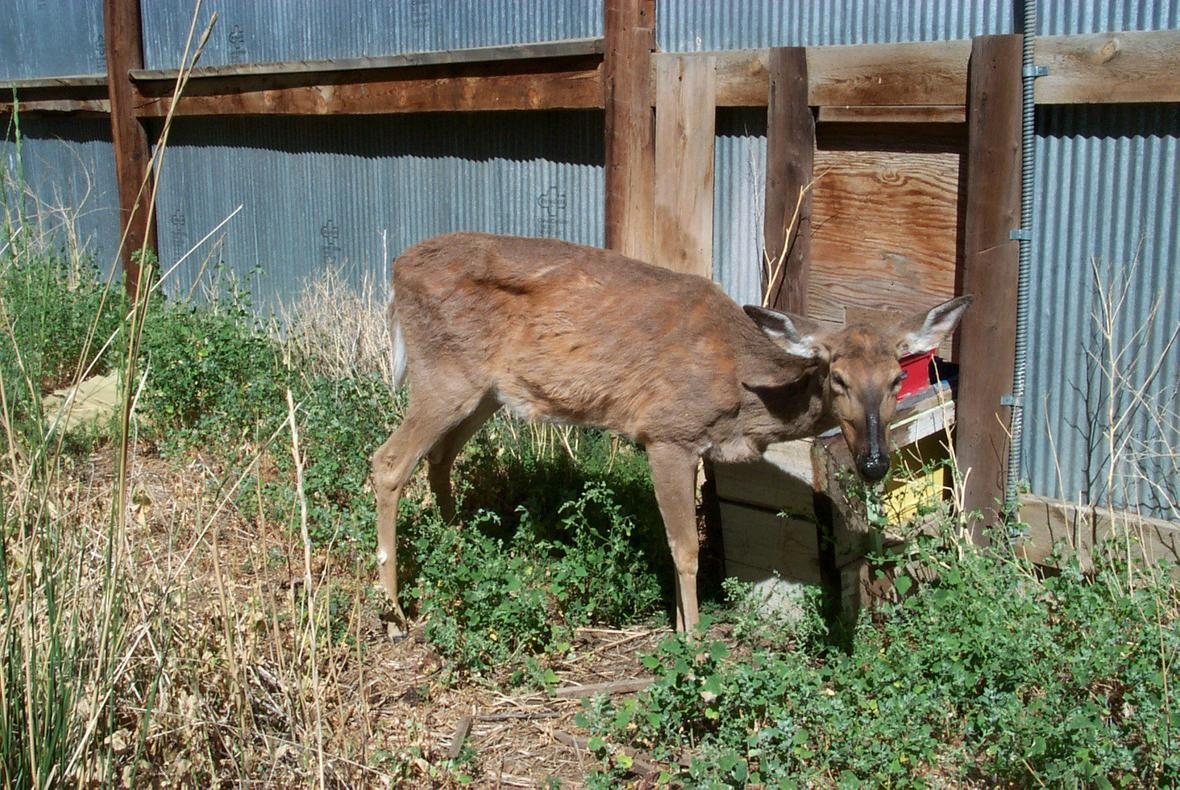
Хронічна хвороба виснаження в оленів

Хронічне виснаження, яке іноді називають хворобою зомбі-оленя — це смертельне неврологічне захворювання, яке ще називають трансмісивною губчастою енцефалопатією (ТГЕ), яка вражає оленів. ТГЕ — це сімейство захворювань, які, як вважають, спричинені білковими агентами пріонами, і включають схожі захворювання, такі як губчаста енцефалопатія великої рогатої худоби або коров'ячий сказ, хвороба Крейтцфельда-Якоба у людей та скрепі в овець. Природна інфекція, що спричиняє ТГЕ, вражає представників роду оленів. У Сполучених Штатах трансмісивна губчаста енцефалопатія вражає оленів-мулів, білохвостих оленів, благородних оленів, плямистих оленів, лосів, бізонів, білок, антилоп та карібу. В експериментальних умовах спостерігалася передача ТГЕ іншим видам, таким як біличі мавпи та олюднені миші.

## Причини та поширення
ТГЕ є різновидом пріонної хвороби. Ці захворювання виникають, коли нормальні білки в організмі неправильно згортаються, викликаючи симптоми, які зрештою призводять до смерті. ТГЕ вражає багато різних видів тварин з копитами. Іншими пріонними захворюваннями тварин є губчаста енцефалопатія великої рогатої худоби у корів і скрепі в овець і кіз.
Вчені вважають, що хвороба поширюється між тваринами через контакт зі слиною, кров'ю, сечею або фекаліями тварини з ТГЕ. Також є підозри, що хвороба також може поширюватися через навколишнє середовище, де була хвора тварина, наприклад через ґрунт, питну воду чи їжу.
Як тільки тварина захворює, хвороба переходить на мозок і хребет та зрештою вбиває тварину. Поки не реєструвались випадки, щоб ТГЕ заражала природним шляхом корів, іншу худобу чи домашніх тварин.
Міністерство сільського господарства США регулює вирощування оленів і лосів на фермах для отримання м'яса. Агентство проводить добровільну національну програму сертифікації стада. У програмі штати та власники стад погоджуються вживати заходів для зменшення ризику ТГЕ у своїх стадах. Приватні стада, які не беруть участь у програмі, можуть мати підвищений ризик захворювання ТГЕ.

## Симптоми хвороби
Трансмісивна губчаста енцефалопатія може інфікувати оленів і лосів будь-якого віку, які вирощуються на фермах і на вільному вигулі. Перш ніж у зараженої тварини з'являться симптоми, можуть пройти місяці або роки.
Ці симптоми можуть включати:
- різку втрату ваги;
- відсутність координації рухів;
- виникнення текучої слини;
- апатію;
- надмірну спрагу або сечовипускання;
- висячі вуха;
- відсутність страху перед людьми.

Часто буває важко діагностувати тварину з ТГЕ лише за цими симптомами. Це пояснюється тим, що багато симптомів також виникають при інших захворюваннях чи втраті апетиту. Трансмісивна губчаста енцефалопатія завжди смертельна для тварини.

## Випадки захворювань і прогнози
Хвороба призводить до ранньої смерті інфікованої тварини та з часом знижує рівень виживання інфікованих стад. Одного разу добре закріпившись у стаді, пріон, як правило, не піддається знищенню. Імунітет не розвивається і хворі тварини не одужують.
Станом на лютий 2024 року хворобу було зареєстровано у тварин принаймні в 32 штатах США та чотирьох провінціях Канади.
ТГЕ було виявлено в оленів Колорадо наприкінці 1960-х років і диких оленів у 1981 році. У 1990-х роках він поширився ширше в Колорадо та південному Вайомінгу. ТГЕ було виявлено в багатьох інших областях з 2000 року. Очікується, що хвороба продовжить поширюватися, пріони ТГЕ перебувають у ґрунті та воді роками.